# Remizowce (gmina)
Remizowce – dawna gmina wiejska w powiecie złoczowskim województwa tarnopolskiego II Rzeczypospolitej. Siedzibą gminy były Remizowce.
Gminę utworzono 1 sierpnia 1934 r. w ramach reformy na podstawie ustawy scaleniowej z dotychczasowych gmin wiejskich: Czyżów, Koropiec, Kropiwna, Remizowce, Snowicz, Szpikłosy, Uhorce, Wicyń i Żuków.
Po II wojnie światowej obszar gminy został odłączony od Polski i włączony do Ukraińskiej SRR.